# Emil Buchar
Emil Buchar (né le 4 août 1901 à Lázně Bělohrad, mort le 20 septembre 1979 à Příbram) est un astronome tchécoslovaque, arpenteur et éducateur. Il a travaillé à l'Institut d'Astronomie et de Géophysique, à l'Université technique de Prague. Il a découvert un astéroïde, (1055) Tynka. En reconnaissance de son travail, un astéroïde est nommé (3141) Buchar.